# Conus bartschi
Conus bartschi är en snäckart som beskrevs av Hanna och Strong 1949. Conus bartschi ingår i släktet Conus och familjen kägelsnäckor. Inga underarter finns listade i Catalogue of Life.

## Bildgalleri

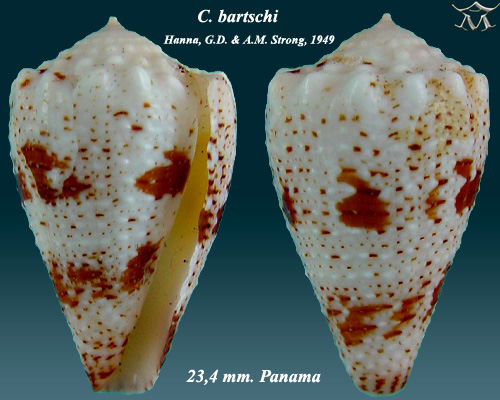